# Angélica: 50 e Tanto
Angélica: 50 & Tanto é uma série brasileira produzida pelo GNT, em parceira com Globoplay, para comemorar os 50 anos de idade da apresentadora e atriz Angélica. A primeira temporada completa foi disponibilizada em 26 de novembro de 2023 no streaming. No canal por assinatura é exibido semanalmente desde 30 de novembro de 2023. O projeto também ganhou uma versão compacta no Fantástico.
A cada episódio, a apresentadora que cresceu na frente das câmeras recebe convidadas famosas para compartilhar fatos de sua vida de uma forma nunca vista antes.

## Elenco e episódios
| Trabalho       | Fama               | Mulher              | Vida          | Tempo  |
| -------------- | ------------------ | ------------------- | ------------- | ------ |
| Angélica       |                    |                     |               |        |
| Maisa Silva    | Anitta             | Paula Lavigne       | Susana Vieira | Eliana |
| Fernanda Souza | Marina Ruy Barbosa | Carolina Dieckmmann | Preta Gil     | Xuxa   |
| Sandy          | Paolla Oliveira    | Ivete Sangalo       | Bárbara Paz   | –      |
| –              | –                  | Giovanna Ewbank     | –             | –      |

| Participações especiais |
| ----------------------- |
| Luciano Huck            |
| Eva Huck                |
| Joaquin Huck            |